# District de Santa Isabel
Le district de Santa Isabel est l'une des divisions qui composent la province de Colón, au Panama. Au recensement de 2010, il comptait 3 645 habitants. Sa capitale est Palenque.

## Division politico-administrative
Elle est composée de huit corregimientos :
- Palenque (es)
- Cuango (es)
- Miramar (es)
- Nombre de Dios
- Palmira (es)
- Playa Chiquita (es)
- Santa Isabel (es)
- Viento Frio (es)

## Crédit d'auteurs
- (es) Cet article est partiellement ou en totalité issu de l’article de Wikipédia en espagnol intitulé « Distrito de Santa Isabel » (voir la liste des auteurs).